# Albanska epska poezija
Albanska epska poezija je oblika epske poezije, ki jo je ustvarilo albansko ljudstvo. Sestavlja jo dolgoletno ustno izročilo, ki je še zelo živo. Lepo število albanskih rapsodov (albansko lahutarë) danes najdemo na Kosovu in v severni Albaniji, nekaj pa tudi v Črni gori. Severnoalbanska epska poezija se izvaja s petjem ob spremljavi lahutë (gusle) ali çifteli. Znotraj albanske epske poezije Kângë Kreshnikësh (Pesmi junakov) predstavlja najpomembnejši junaški nezgodovinski cikel, Skenderbegove pesmi pa najpomembnejši zgodovinski cikel.

## Dokumentacija

### 19. stoletje
V 19. stoletju so se številni tuji učenjaki zanimali za albansko folkloro. Prvi pisec, ki je omenil albanske junaške pesmi, je bil Lord Byron v svojem Childe Harold's Pilgrimage na začetku 19. stoletja. Leta 1830 je Vuk Karadžić zapisal od Dovice Obadovića iz Đurakovca pri Peći 12 albanskih pesmi in eno uganko za Jerneja Kopitarja. Ta zbirka predstavlja enega najzgodnejših pisnih zapisov albanskih ustnih verzov s Kosova. Celotno zbirko je prvi izdal Norbert Jokl. Zdi se, da odlomki pesmi te zbirke temeljijo na zgodovinskih ali legendarnih dogodkih.[9] Zbirka vsebuje junaške in lirične pesmi, med njimi tudi žalostinke.
Najverjetneje je bila albanska nacionalna zavest vir motivacije za zapisovanje pesmi. V poznem 19. stoletju je romantika v Evropi in zlasti v Vzhodni Evropi sprožila željo po gojenju in utrjevanju nacionalnih kulturnih identitet. Tako je bil albanskemu epskemu verzu pripisan pomen zaradi kulturne zgodovine, ki jo vsebuje. Ko je v Italiji prevladalo zanimanje za folkloro, so bili pisci Arbëreshë (Italijanski Albanci) med prvimi, ki so izkoristili priložnost, da so predstavili svojo kulturo in folkloro. Leta 1847 je Vincenzo Dorsa v Neaplju objavil Su gli Albanesi, ricerche e pensieri, ki vsebuje tri albanske pesmi, prevedene v italijanščino. Pesmi so bile iz vasi v Kalabriji. Nemški zdravnik Karl H. Reinhold je bil prvi zbiralec albanskih pesmi v Grčiji, ki je med službovanjem kot zdravnik v grški mornarici posnel albanske ljudske pesmi grško-albanskih mornarjev z otokov Poros in Hydra. Svojo zbirko je objavil v Noctes Pelasgicae (Pelazgične noči, z izrazom "Pelasgic" pomeni albanski) leta 1855.
Pomemben Arbëreshki založnik albanske folklore je bil jezikoslovec Demetrio Camarda, ki je v svoj Appendice al Saggio di grammatologia comparata (Dodatek k eseju o primerjalni slovnici) iz leta 1866 vključil veliko število albanskih pesmi s Sicilije in Kalabrije, nekaj ljudskih pesmi prav iz Albanije in nekaj iz albanskih naselij v Grčiji. V tej zbirki je nekaj epskih pesmi Arbëreshev. Arbëreshki pisatelj Girolamo De Rada, ki je bil že v prvi polovici 19. stoletja prežet s strastjo do svojega albanskega rodu, je že zgodaj začel zbirati folklorno gradivo. De Rada je leta 1866 izdal zbirko Rapsodie di un poema albanese (Rapsodije albanskih pesmi), ki jo sestavlja 72 epskih pesmi iz kolonij Napolitano, s tudi italijanskim prevodom. Rapsodije so razdeljene na tri dele: »Gli Albanesi allo stato libero« z 20 pesmimi; "Gli Albanesi in guerra col Turco" z 20 pesmimi; "Gli Albanesi vinti ed in esilio" z 32 pesmimi. Vendar pa obstaja nekaj dvoma o popolni izvirnosti te zbirke, saj je sam priznal, da je v njej naredil nekaj sprememb.
Spodbujeno z zbirkami piscev Arbëreshë in tujcev, se je zanimanje domačih Albancev za zbiranje albanskih ustnih stvaritev povečalo z albanskim narodnim prebujenjem (Rilindja) v drugi polovici 19. stoletja. Prvi albanski zbiratelj ustnih epskih pesmi iz same Albanije je bil Zef Jubani. Od leta 1848 je bil tolmač francoskemu konzulu v Skadru Louisu Hyacinthe Hécquardu, ki se je zelo zanimal za folkloro in se odločil pripraviti knjigo o severnoalbanskem ustnem izročilu. Potovala sta po severnih albanskih gorah in posnela folklorno gradivo, ki je bilo objavljeno v francoskem prevodu v Hécquardovem pionirskem delu Histoire et description de la Haute Albanie ou Guégarie (Zgodovina in opis Visoke Albanije ali Gegarije) iz leta 1858. Ta zbirka vsebuje dvanajst pesmi v francoščini, brez izvirne albanske, ki so bile izgubljene pozneje v poplavi, ki je opustošila mesto Skader 13. januarja 1866. Jubani je leta 1871 objavil izvirne albanske pesmi z italijanskim prevodom v zbirki Raccolta di canti popolari e rapsodie di poemi albanesi (Zbirka albanskih ljudskih pesmi in rapsodij), ki predstavlja prvo zbirko ljudskih pesmi Geg in prvo folkloristično delo, ki ga je izdal Albanec, ki je živel v Albaniji. Ta zbirka vsebuje tudi številne pesmi, ki jih pojejo v Skadru.
Ena najboljših zbirk albanskega ustnega izročila je Alvaniki melissa – Belietta Sskiypetare (Albanska čebela), ki jo je v Aleksandriji izdal Thimi Mitko leta 1878. Mitko je gradivo zbral in razvrstil po žanrih. Najpomembnejši del te zbirke so lirične pesmi. Vsebuje 123 junaških pesmi, 97 v toskijskem narečju in 26 v albanskem gegijskem narečju. Opevajo bitke Albancev v različnih delih Osmanskega cesarstva, vključno z junaškimi dejanji begov in Souliotov.

### 20. stoletje
Pomembno zbirko albanskih epskih pesmi je izdal Michele Marchianò v Canti popolari albanesi delle colonie d'Italia leta 1908. Pesmi teh zbirk ohranjajo natanko izvirno obliko, kot so bile najdene v rokopisu iz leta 1737. V letih 1911 in 1912 je objavil tudi Canti popolari albanesi della Capitanata e del Molise v Rivista d'Apulia. K. D. Sotiriou je leta 1909 izdal zbirko "Kratke pesmi in povesti Albancev", napisano v narečju arvanitika vasi Markopulo na Atiki in otoka Spetses. Leta 1923 je Giuseppe Schirò izdal izjemno zbirko Canti tradizionali ed altri saggi delle colonie albanesi di Sicilia.
Frančiškanski duhovniki in učenjaki, ki so delovali v gorah severne Albanije, so v zgodnjih desetletjih 20. stoletja zapisali severnoalbanske epske pesmi. Med najpomembnejšimi albanskimi folkloristi so bili Shtjefën Gjeçovi, Bernardin Palaj in Donat Kurti, ki so na svojih potovanjih po gorah zbirali ljudske pesmi in pisali članke o albanski folklori Gegov in plemenskih običajih. Palaj in Kurti sta leta 1937 – ob 25. obletnici neodvisnosti Albanije – izdala najpomembnejšo zbirko albanskih epskih verzov Kângë kreshnikësh dhe legenda (Pesmi mejnih bojevnikov in legend) v seriji Visaret e Kombit (Zakladi naroda).
Harvardska učenjaka Milman Parry in Albert Bates Lord sta začela raziskovati tradicionalne albanske pesmi in skušala odkriti, kako so nastali homerski epi. Da bi odgovorila na to vprašanje, sta skušala razsvetliti in iz prve roke preučiti obstoječa ustna izročila. To ju je pripeljalo do gorskih predelov Balkana, kjer so bili še recitatorji starodavnih pesmi. Do te točke je bila dokumentacija vseh ustnih verzov narejena ročno. Ročno snemanje je povzročilo, da je bila dokumentacija narejena na nenaraven način. Lordova izjemna zbirka več kot 100 pesmi, ki vsebuje približno 25.000 verzov, je zdaj ohranjena v zbirki Milman Parry na Harvardski univerzi. 

### 21. stoletje
V zadnjih desetletjih je bilo opravljenega precej dela. Albanologi, ki jih dolga leta vodita Anton Çeta in Qemal Haxhihasani, so izdali več zvezkov o epiki, raziskave pa so izvedli znanstveniki, kot so Rrustem Berisha, Anton Nikë Berisha in Zymer Ujkan Neziri. Do začetka 21. stoletja je bilo zbranih približno pol milijona verzov cikla Kreshnikësh (število, ki vključuje tudi različice pesmi). 23 pesmi, ki vsebujejo 6165 verzov iz zbirke Palaj in Kurti, sta v angleščino prevedla Robert Elsie in Janice Mathie-Heck, ki sta jih leta 2004 objavila v knjigi  Pesmi mejnih bojevnikov in legend  (Këngë Kreshnikësh). Leta 2021 so Nicol Wild Songs, Sweet Songs: The Albanian Epic in the Collections of Milman Parry and Albert B. Lord. Knjiga, ki ponuja popoln katalog albanskih besedil in posnetkov, ki sta jih zbrala Parry in Lord, z izborom dvanajstih najbolj izjemnih pesmi v albanskem jeziku, vključno z angleškimi prevodi, predstavlja verodostojen vodnik po eni najpomembnejših obstoječih zbirk balkanske ljudske epike.

## Izvedba
Danes albanski junaški nezgodovinski cikel – Kângë Kreshnikësh – še vedno pojejo starejši moški, imenovani lahutari (guslarji), ki pojejo ob igranju na enostrunsko glasbilo, imenovano lahuta ali gusle. Veliko lahutarjev najdemo na Kosovu (kjer je večina prebivalstva Albancev), v severni Albaniji in nekaj v Črni gori. Ti moški veljajo za zadnje tradicionalne, evropske pevce epskih verzov.
Ustni epi so "tradicija izročila", v osnovi kompleksna komunikacija čustev, kulture in zgodovine, ki prežemajo pomen z več kot pisnim besedilom. Zaradi tega te pesmi niso upravičene s preprosto prepisovanjem. Stranski produkt transkripcije je, da pesmi ni mogoče izvesti do konca, ustaviti se mora in začeti, da prepisovalcu omogoči, da zapiše, kar sliši. Na srečo sta Parry in Lord raziskovala ob pravem času in sta imela podporo pravih ljudi. Raziskovanje za Harvard, ki se je končalo na Balkanu z zvočnimi snemalniki, ki so olajšali postopek snemanja epskega verza in prinesli izdelek, ki je bolj zvest pravi izvedbi. 

### Spremljevalna glasbila
Severnoalbanska epska poezija se izvaja s petjem ob spremljavi lahutë ali çifteli.
Lahuta ali gusle so enostrunsko glasbilo z dolgim vratom in ovalnim telesom. Sestavljen je iz zvočne škatle iz rezljanega lesa (običajno javorja, saj velja za najboljši material), prevlečenega z živalsko kožo, in dolgega vratu, ki je na vrhu okrašen, običajno z glavo koze, ovna oz. konja. Vrvica lahute je narejena iz konjske žime. Instrument se drži navpično med koleni, s prsti leve roke na vratu. Igra se z lokom, z vlečenjem čez struno, ki ni nikoli pritisnjena na vrat, ustvarja dramatičen in oster zvok, ekspresiven in težko obvladljiv. Pri petju glas sledi harmoničnemu in edinstvenemu zvoku, ki ga ustvarja inštrument.
Çiftelia je oskubljeno dvostrunsko glasbilo z dolgim vratom in ovalnim telesom. Najpogosteje je uglašena na B3 in E3 (primerljivo z zgornjima dvema strunama kitare, ki je klasično uglašena kot "E2 A2 D3 G3 B3 E4"). Ena struna nosi melodijo, druga se običajno igra kot brenčanje.

## Lahuta e Malcís
Albansko narodno epsko pesnitev Lahuta e Malcís (Visokgorska lutnja) je napisal albanski katoliški pater Gjergj Fishta in jo objavil leta 1937. Sestavljena je iz 30 pesmi in več kot 17.000 verzov. Pesem je bila navdihnjena s severnoalbansko ustno epsko poezijo.

## Dosežki
Albanski epski verz je dolgoletna balkanska tradicija, ki je za razliko od večine znanih podobnih ustnih izročil še danes živa. Zaradi albanske jezikovne ovire o tej tradiciji ni bilo dovolj mednarodnega proučevanja, prevajanja in priznanja kot pomembnega vira kulturne zgodovine. Albanska literatura kot celota je premalo prevedena in premalo raziskano gradivo glede na podobna akademska področja. To je mogoče pripisati več razlogom. Prvič, jezikovna ovira: albanski jezik je indoevropski jezik, čeprav ni podoben vsem drugim sodobnim jezikom. Ohranja številne arhaične strukture in njegov najbližji sorodnik bi bili zelo stari baltoslovanski jeziki. Zdi se, da sta dačanski in ilirski bližnja sorodnika, predhodnika ali prednika.  Druga ovira pri učenju albanske književnosti je njena politična zgodovina. Pod strogim nadzorom stalinističnih voditeljev v drugi polovici 20. stoletja je bila Albanija dejansko izolirana od preostalega sveta. Zaprte meje so zadrževale tujce in zadrževale Albance, ki so želeli oditi, prekinili zunanje študije, stike in močno ovirali razvoj vsebinske kulturne izmenjave in raziskovanja. Nezadostna zastopanost Albancev na svetovni literarni sceni ni posledica kakovosti, temveč pomanjkanja zunanjih interesov in težavnosti dostopa.